# Harry Broos
Harry Broos, född 25 maj 1898 i Roosendaal, död 16 juli 1954 i Eindhoven, var en nederländsk friidrottare.
Broos blev olympisk bronsmedaljör på 4 x 100 meter vid sommarspelen 1924 i Paris.